# Салация (мифология)
Салация (лат. Salacia, от salum, «морская пена» ?; также встречается транслитерация Саласия) — в древнеримской мифологии божество соленой воды (моря) либо источников. Спутница (супруга) Нептуна.
Позднее стала отождествляться с древнегреческими богинями Амфитритой, Фетидой и Афродитой (как возникшая из морской пены).
Салация почиталась римскими гетерами.
У римлян - мать Тритона .